# Satus Pass
Der Satus Pass (3.107 ft (947 m) hoch) ist ein Gebirgspass in der Kaskadenkette im US-Bundesstaat Washington. Der Pass verbindet Goldendale und das Klickitat Valley im Süden mit der Yakama Indian Reservation und dem Yakima Valley im Norden. Die Simcoe Mountains liegen westlich des Satus Pass, die Bickleton Ridge in den Horse Heaven Hills östlich.
Er wird vom U.S. Highway 97 gequert.